# Campeonato Mundial de Gimnasia Rítmica de 2011

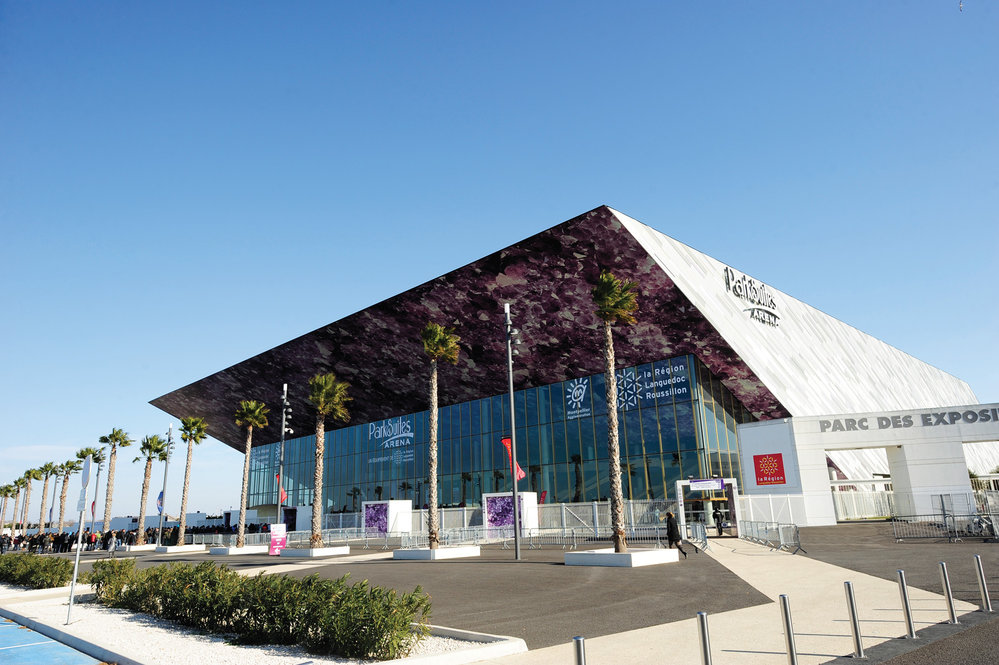
Arena Montpellier, donde se desarrolló la competición

El XXXI Campeonato Mundial de Gimnasia Rítmica se celebró en Montpellier (Francia) entre el 19 y el 25 de septiembre de 2011 bajo la organización de la Federación Internacional de Gimnasia (FIG) y la Federación Francesa de Gimnasia.
Las competiciones se llevaron a cabo en la Arena Montpellier de la ciudad gala.

## Resultados
| Evento                                 | Oro                                     | Plata                                  | Bronce                                    |
| -------------------------------------- | --------------------------------------- | -------------------------------------- | ----------------------------------------- |
| Concurso completo ind. (23.09)         | Evgenia Kanayeva · Rusia · 116,650 pts. | Daria Kondakova · Rusia · 116,600 pts. | Aliya Garayeva Azerbaiyán 112,450 pts.    |
| Pelota (20.09)                         | Evgenia Kanayeva · Rusia · 29,600       | Daria Kondakova · Rusia · 29,325       | Liubou Charkashyna · Bielorrusia · 28,450 |
| Mazas (22.09)                          | Evgenia Kanayeva · Rusia · 29,600       | Daria Kondakova · Rusia · 29,300       | Silvia Miteva Bulgaria 28,300             |
| Cinta (22.09)                          | Evgenia Kanayeva · Rusia · 29,400       | Daria Kondakova · Rusia · 29,250       | Silvia Miteva Bulgaria 28,300             |
| Aro (20.09)                            | Evgenia Kanayeva · Rusia · 29,300       | Daria Kondakova · Rusia · 29,050       | Neta Rivkin Israel 28,000                 |
| Grupo 5 con pelota (25.09)             | Rusia · 28,000                          | Italia · 27,000                        | Bulgaria 26,950                           |
| Grupos 3 con cinta + 2 con aro (25.09) | Bulgaria 27,400                         | Italia · 26,725                        | Israel 26,675                             |
| Grupos concurso completo (24.09)       | Italia · 55,150                         | Rusia · 54,850                         | Bulgaria 54,125                           |
| Concurso completo por equipos (22.09)  | Rusia · 290,275                         | Bielorrusia · 272,500                  | Ucrania · 269,675                         |

## Medallero
| Núm. | País        | Oro | Plata | Bronce | Total |
| ---- | ----------- | --- | ----- | ------ | ----- |
| 1    | Rusia       | 7   | 6     | 0      | 13    |
| 2    | Italia      | 1   | 2     | 0      | 3     |
| 3    | Bulgaria    | 1   | 0     | 4      | 5     |
| 4    | Bielorrusia | 0   | 1     | 1      | 2     |
| 5    | Israel      | 0   | 0     | 2      | 2     |
| 6    | Azerbaiyán  | 0   | 0     | 1      | 1     |
|      | Ucrania     | 0   | 0     | 1      | 1     |
|      | TOTAL       | 9   | 9     | 9      | 27    |